# キャンピングガス
キャンピングガス（campingaz ）は、フランスのアウトドアメーカー。東邦キャンピングガス販売株式会社時代まではCamping gazのブランド名で展開していた。1990年代後半から2000年代まで日本市場から一時撤退していたが、2020年現在はガスカートリッジ等消耗品をコールマンジャパンが取扱っている。

## 概要
1949年に創立。

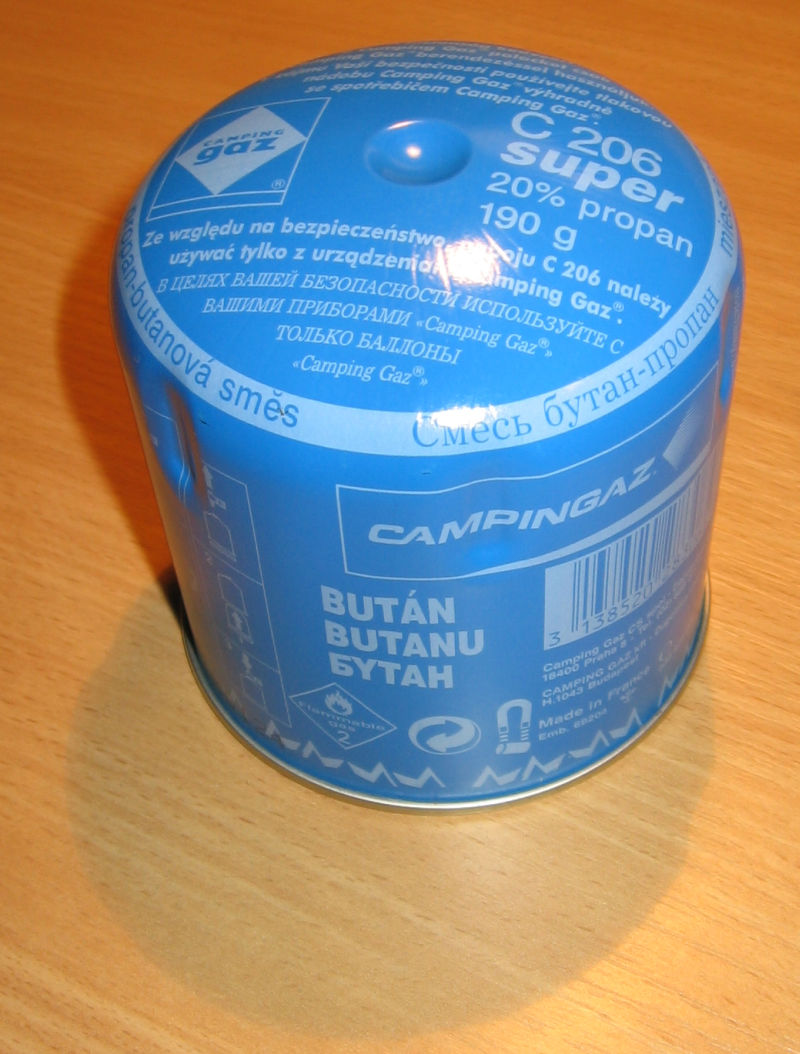
交換用ガスカートリッジ

ブタンを燃料に用いたポータブルストーブ（コンロ）、バーナー、ランタンが主力商品。
日本における販売元は、東邦キャンピングガス販売株式会社から、1996年にコールマンジャパンへ移行した。一時製品取り扱いが中止されたが、2015年度版の同社カタログによると、CV-470及びCV-300ガスボンベの取り扱いが再開された。
口金の形状が特殊で他社製のガスカートリッジとの互換性がなく、ガスの入手が困難になっている。
また、キャンピングガス社製品は、多くの他社のガスボンベ同士と違い、口金の形状が特殊で互換性がない点が特徴その為、ガスカートリッジの入手が出来なくなると使用できなくなる。これは自社製品での他社製のガスカートリッジの使用を未然に防止する事を目的として行われたが、皮肉な事にこれが裏目になりシェアを低下させる一因になった。

## 国内で販売されていた製品
- カレナ・オート - 大火力のバーナーに深型の風防と中華鍋の使用も可能な四点支持五徳を備え大人数での使用を念頭に置いたモデル。
- ハイパワーコンロ・オートHPZ - ガス圧調節機構を内蔵し残ガス量にかかわらず安定した火力を維持するモデル。
- モンブランコンロ・オート - 大口径バーナーと耐風性の高い風防を持つ主力モデルで、イワタニ･プリムスの2243に相当する製品。
- トレック・オート - C･C･T（触媒燃焼技術）により炎を出さずに燃焼する独創的なモデル。最大火力自体は従来品より大幅に下がるものの、風の影響を受けにくく、氷点下でも一定の出力維持が可能だった。
- ツイスター - 小型のバーナーと折り畳みの五徳を組み合わせコンパクトな収納を可能にしたバックパッキング向けのモデル。
- プロバンス・コンロ - CB缶使用のシングルバーナー。非使用時はコンパクトに畳まれてるが、展開すると大きくなる。CB缶使用のため、ランニングコストを低く抑えられる。

- ジェラール8000 - フレンチブルーのツーバーナー。ハンドル付きで手軽に持ち運べる。
- ジェラールジュニア - 8000と同じくフレンチブルーのツーバーナー。ハンドルは省略されている。
- ジェラールファミリエ - 同じくフレンチブルーのツーバーナー。最大の特徴はキャンピングガスのOD缶の代わりにCB缶が使用可能なこと。
- マイアミ - LPガスを使用するツーバーナー。キャンピングガスのOD缶の代わりにLPガスボンベを使用する。
- パームビーチ - マイアミ同様LPガスボンベ使用するツーバーナー。キャンピングガスOD缶(CV470、270、300)も使用可能。
- レジャーランプ（ルモガスN206） - 80Wクラスのコンパクトなガスランタン。燃焼時間6〜8時間。カートリッジは日本語説明書でCV200を指定しているが多言語説明書ではCT-200も使用可能としている。

## 関連リンク
- コールマン